# Kerim Kerímov
Kerim Alíyevich Kerímov (en azerí: Kərim Əli oglu Kərimov, en ruso: Кери́м Али́евич Кери́мов; Bakú, Transcaucasia; 14 de noviembre de 1917-Moscú, Rusia; 29 de marzo de 2003) fue un científico espacial de la Unión Soviética, y uno de los fundadores de la industria espacial soviética, y durante muchos años una figura central en el programa espacial soviético. A pesar de su papel destacado, su identidad fue mantenida en secreto por parte del público la mayor parte de su carrera. Fue uno de los arquitectos detrás de la cadena de éxitos soviéticos que asombró al mundo desde finales de la década de 1950 - del lanzamiento del primer satélite, el Sputnik 1 en 1957, y el primer vuelo espacial tripulado, el viaje de 108 minutos de Yuri Gagarin en todo el mundo a bordo del Vostok 1 en 1961, para el primer ataque espacial totalmente automatizado, del Cosmos 186 y Cosmos 188 en 1967, y las estaciones espaciales en primer lugar, las series Salyut y Mir desde 1971 hasta 1991.

## Primeros años
Nació el 14 de noviembre de 1917 en una familia de un ingeniero-técnico en Bakú, Azerbaiyán (entonces parte del Imperio ruso). Después de graduarse en el Instituto Industrial de Azerbaiyán en 1942, Kerímov continuó su educación en la Academia de Artillería Dzerzhinsky, donde se comprometió a diseño y desarrollo de sistemas de cohetes.

## Edad adulta
Se convirtió en un experto en tecnología de cohetes, trabajó durante la Segunda Guerra Mundial en la inspección y aceptación de los lanzadores de los famosos cohetes Katyusha. Su trabajo fue galardonado con la Orden de la Estrella Roja. Kerim Kerímov participó en la aeronáutica soviética desde sus inicios. Después de la Segunda Guerra Mundial, Kerímov trabajó en el programa de misiles soviéticos balísticos intercontinentales, ascendiendo en 1960 al frente de la Dirección de Tercera de la Dirección General de Armas de Misiles (GURVO) del Ministerio de Defensa de la URSS que supervisó pruebas secretas con misiles. Junto con otros expertos en cohetes, fue enviado a Alemania en 1946 para recoger información sobre el cohete alemán  V2.
En 1964 se convirtió en jefe de la recién creada Dirección Central de las Fuerzas Espaciales (TsUKOS) del Ministerio de Defensa de la URSS. Tras la muerte de Sergéi Koroliov en 1966, Kerímov fue nombrado Presidente de la Comisión Estatal de Vuelos pilotados que dirigió durante 25 años (1966-1991). Supervisó todas las etapas de desarrollo y el funcionamiento de ambos complejos tripulada del espacio, así como estaciones interplanetarias no tripuladas para la antigua Unión Soviética. Kerímov fue también el Jefe de la Dirección General del Ministerio de máquinas de construcción en 1965-1974, que participó en la creación de sistemas de cohetes.

## El secretismo soviético
Al igual que en el caso de otros pioneros del espacio soviético, las autoridades soviéticas durante muchos años se negaron a revelar la identidad de Kerímov al público. En los lanzamientos espaciales televisados, las cámaras siempre se centraron en los cosmonautas y no la persona a quien le informó de su disposición a llevar a cabo la misión. Como Kerímov fue un general "secreto", que estaba oculto siempre a la vista de la cámara, sólo su voz fue transmitida. Su nombre se mantuvo en secreto hasta que en la era de la "glásnost" en la Unión Soviética, cuando fue mencionado por primera vez en el diario Pravda en 1987.

## Retiro y muerte
Después de su jubilación en 1991, Kerímov fue un consultor para los Vuelos Espaciales principales del Centro de Control de la Agencia Espacial Federal Rusa, y escribió El Camino a la tecnología espacial, una historia del programa espacial soviético. Kerim Kerímov fue un Héroe del Trabajo Socialista, Premio Stalin, Lenin y los premios estatales de la Unión Soviética, teniente general del Ejército Soviético. El General Kerim Kerímov murió el 29 de marzo de 2003 en Moscú, a la edad de 85 años.